# Volby do Evropského parlamentu 2024
Volby do Evropského parlamentu se (v závislosti na praxi v jednotlivých zemích a v souladu s Lisabonskou smlouvou) konaly od 6. do 9. června 2024, v Česku v pátek 7. a sobotu 8. června 2024. Volilo se 720 europoslanců.
Šlo o desáté parlamentní volby od první přímé volby do Evropského parlamentu v roce 1979 a první volby po brexitu. Nejvíce poslanců (189) získaly ve volbách strany sdružené ve frakci Evropská lidová strana, jejichž hlavní kandidátkou byla dosavadní předsedkyně Evropské komise Ursula von der Leyenová, na druhém místě byla s 136 poslanci frakce Pokrokové spojenectví socialistů a demokratů a na třetím s 83 poslanci skončila frakce Evropští konzervativci a reformisté.

## Způsob volby a počet poslanců

Volební okrsky.

Do Evropského parlamentu se volí poměrným systémem, v každé zemi mají ale volby jistá specifika. Například v počtu hlasů, které je nutné získat k dosažení mandátu. Ve velké většině zemí Evropské unie (s výjimkou Francie, Itálie, Irska a Polska) se volí v jediném volebního obvodu pro celý členský stát.
Občané členských států EU můžou volit v těchto volbách i v jiných členských zemích, volí pak ale tu kandidátní listinu, která je platná v daném státě (např. slovenský volič v Polsku volí polské kandidáty apod.).
V důsledku brexitu bylo v lednu 2020 rozděleno 27 křesel britské delegace ostatním zemím.
Dalších 46 křesel bylo zrušeno a celkový počet europoslanců se tak snížil ze 751 na 705.
Evropský parlament v únoru 2023 navrhl a v červnu 2023 schválil úpravu rozdělení křesel v Evropském parlamentu a opětovné zvýšení počtu poslanců EP, aby se přizpůsobil vývoji populace. Dne 26. července 2023 dosáhla Rada Evropské unie dohody, která zvýšila velikost Evropského parlamentu na 720 křesel. Návrh následně v září 2023 schválil Evropský parlament a Rada přijala konečné rozhodnutí.
Evropský parlament v květnu 2022 schválil volební reformu. Ta mimo jiné počítala s druhým hlasem voličů pro 28 kandidátů ucházejících se o zvolení ve zvláštním celounijním volebním obvodu, jednotným datem voleb 9. května či možností korespondenčního hlasování pro všechny voliče. Rada s návrhem nesouhlasila.
Níž je uveden přehled dalších specifik volebních systému v jednotlivých zemích:
| Stát EU     | Křesla | Datum        | Minimální volební věk | Minimální volební věk | Povinné hlasování | Volební obvody | Volební klauzule | Volební systém        |
| Stát EU     | Křesla | Datum        | Aktivní               | Pasivní               | Povinné hlasování | Volební obvody | Volební klauzule | Volební systém        |
| ----------- | ------ | ------------ | --------------------- | --------------------- | ----------------- | -------------- | ---------------- | --------------------- |
| Belgie      | 22(+1) | 9. června    | 16                    | 21                    | Ano               | 03             | 5 %              | D'Hondt               |
| Bulharsko   | 17     | 9. června    | 18                    | 21                    | Ne                | 01             | —                | volební kvóta         |
| Česko       | 21     | 7.–⁠8. června | 18                    | 21                    | Ne                | 01             | 5 %              | D'Hondt               |
| Dánsko      | 15(+1) | 9. června    | 18                    | 18                    | Ne                | 01             | —                | D'Hondt               |
| Estonsko    | 7      | 9. června    | 18                    | 21                    | Ne                | 01             | —                | D'Hondt               |
| Finsko      | 15(+1) | 9. června    | 18                    | 18                    | Ne                | 01             | —                | D'Hondt               |
| Francie     | 81(+2) | 9. června    | 18                    | 18                    | Ne                | 01             | 5 %              | D'Hondt               |
| Chorvatsko  | 12     | 9. června    | 18                    | 18                    | Ne                | 01             | 5 %              | D'Hondt               |
| Irsko       | 14(+1) | 7. června    | 18                    | 21                    | Ne                | 03             | —                | jeden přenosný hlas   |
| Itálie      | 76     | 8.–9. června | 18                    | 25                    | Ne                | 05             | 4 %              | Volební kvóta         |
| Kypr        | 6      | 9. června    | 18                    | 21                    | Ano               | 01             | 1,8 %            | Volební kvóta         |
| Litva       | 11     | 9. června    | 18                    | 21                    | Ne                | 01             | 5 %              | Volební kvóta         |
| Lotyšsko    | 9(+1)  | 8. června    | 18                    | 21                    | Ne                | 01             | 5 %              | Sainte-Laguë          |
| Lucembursko | 6      | 9. června    | 18                    | 18                    | Ano               | 01             | —                | D'Hondt               |
| Maďarsko    | 21     | 9. června    | 18                    | 18                    | Ne                | 01             | 5 %              | D'Hondt               |
| Malta       | 6      | 8. června    | 16                    | 18                    | Ne                | 01             | —                | jeden přenosný hlas   |
| Německo     | 96     | 9. června    | 16                    | 18                    | Ne                | 16             | —                | Sainte-Laguë          |
| Nizozemsko  | 31(+2) | 6. června    | 18                    | 18                    | Ne                | 01             | (≈3,45 %)        | D'Hondt               |
| Polsko      | 53(+1) | 9. června    | 18                    | 21                    | Ne                | 13             | 5 %              | D'Hondt               |
| Portugalsko | 21     | 9. června    | 18                    | 18                    | Ne                | 01             | —                | D'Hondt               |
| Rakousko    | 20(+1) | 9. června    | 16                    | 18                    | Ne                | 01             | 4 %              | D'Hondt               |
| Rumunsko    | 33     | 9. června    | 18                    | 23                    | Ne                | 01             | 5 %              | D'Hondt               |
| Řecko       | 21     | 9. června    | 17                    | 25                    | Ano               | 01             | 3 %              | Hareova kvóta         |
| Slovensko   | 15(+1) | 8. června    | 18                    | 21                    | Ne                | 01             | 5 %              | volební kvóta         |
| Slovinsko   | 9(+1)  | 9. června    | 18                    | 18                    | Ne                | 01             | —                | D'Hondt               |
| Španělsko   | 61(+2) | 9. června    | 18                    | 18                    | Ne                | 01             | —                | D'Hondt               |
| Švédsko     | 21     | 9. června    | 18                    | 18                    | Ne                | 01             | 4 %              | Upravený Sainte-Laguë |

## Hlavní kandidáti

### Systém spitzenkandidatů
V období před volbami do Evropského parlamentu v roce 2014 byl představen nový neformální systém výběru předsedy Evropské komise, který stanovil, že stranická skupina, která získá nejvíc křesel, získá předsedu Komise, přičemž se jím stane její vedoucí kandidát. V roce 2014 byl kandidát největší skupiny Jean-Claude Juncker nakonec nominován a zvolen předsedou Komise.
Lídři evropských stran si kladli za cíl znovu použít tento systém v roce 2019, přičemž vybrali hlavní kandidáty a zorganizovali mezi těmito kandidáty televizní debatu.
Po volbách však byla předsedkyní Komise zvolena německá ministryně obrany Ursula von der Leyenová, i když před volbami nekandidovala, zatímco Manfred Weber, hlavní kandidát za stranu EPP, která získala nejvíc křesel, nominován nebyl.
Po neuplatnění systému v roce 2019 někteří volali po obnovení systému v nadcházejících volbách.

K roku 2023 EPP, EGP a PEL oznámily svůj záměr nominovat hlavního kandidáta v roce 2024, zatímco ECR a ID to odmítly.

### Přehled
| Evropské politické strany             | Evropské politické strany             | Evropské politické strany                    | Skupina EP  | Hlavní kandidát                         | Volební program                                         |
| ------------------------------------- | ------------------------------------- | -------------------------------------------- | ----------- | --------------------------------------- | ------------------------------------------------------- |
|                                       | EPP                                   | Evropská lidová strana                       | Skupina EPP | Ursula von der Leyenová                 | „Our Europe“ Archivováno 9. 6. 2024 na Wayback Machine. |
|                                       | ECPM                                  | Evropské křesťanské politické hnutí          | Skupina EPP | Valeriu Ghilețchi                       | „elevate. empower. engage“                              |
|                                       | PES                                   | Strana evropských socialistů                 | S&D         | Nicolas Schmit                          | „The Europe We Want“                                    |
|                                       | ALDE                                  | Aliance liberálů a demokratů pro Evropu      | Obnova      | Marie-Agnes Strack-Zimmermannová        | „Your Europe, Your Freedom“                             |
|                                       | EDS                                   | Evropská demokratická strana                 | Obnova      | Sandro Gozi                             | „Reinventing Europe“                                    |
|                                       | EGP                                   | Evropská strana zelených                     | Zelení/ESA  | Bas Eickhout, Terry Reintkeová          | „Courage to Change“                                     |
|                                       | EFA                                   | Evropská svobodná aliance                    | Zelení/ESA  | Maylis Roßbergová, Raül Romeva          | „A Europe for All“                                      |
|                                       | ID                                    | Strana identity a demokracie                 | ID          | Nikdo                                   | Nikdo                                                   |
|                                       | ECR                                   | Strana evropských konzervativců a reformistů | ECR         | Nikdo                                   | Nikdo                                                   |
|                                       | PEL                                   | Strana evropské levice                       | Levice      | Walter Baier                            | Manifesto                                               |
| Evropské politické strany neuznané EU | Evropské politické strany neuznané EU | Evropské politické strany neuznané EU        | Skupina EP  | Hlavní kandidáti                        | Volební program                                         |
|                                       | PPEU                                  | Evropská pirátská strana                     | Zelení/ESA  | Marcel Kolaja, Anja Hirschelová         | „Common European Election Program“                      |
|                                       | Volt                                  | Volt Europa                                  | Zelení/ESA  | Damian Boeselager, Sophie in 't Veldová | „Electoral Moonshot Programme“                          |

### Evropská demokratická strana
Během sjezdu ve Florencii dne 8. března 2024 Evropská demokratická strana nominovala Sandra Goziho jako svého hlavního kandidáta a schválila svůj volební program.

### Evropská strana zelených
Během kongresu v Lyonu ve dnech 2. až 4. února 2024 zvolila Evropská strana zelených své dva kandidáty na předsedu, Base Eickhouta a Terry Reintkeovou, a přijala svůj volební program. Nominovaní byli Bas Eickhout, Elīna Pintová, Terry Reintkeová a Benedetta Scuderiová.

### Evropská svobodná aliance
V říjnu 2023 zvolil kongres Evropské svobodné aliance Maylis Roßbergovou a Raüla Romevu za své kandidáty na předsedu a přijal volební manifest.

### Strana evropské levice
Na kongresu v Lublani ve dnech 24. až 25. února 2024 PEL zvolila Waltera Baiera za svého prezidentského kandidáta a přijala svůj volební program.

### Evropské křesťanské politické hnutí
Na setkání konaném dne 24. února 2024 jmenovalo Evropské křesťanské politické hnutí hlavním kandidátem do Evropské komise předsedu strany Valeriu Ghilețchiho.

### Evropská pirátská strana
Na svém valném shromáždění v Lucemburku v lednu 2024 Evropská pirátská strana nominovala jako hlavní kandidáty Marcela Kolaju a Anju Hirschelovou.

### Volt Europa
Volt Europa přijala 27. listopadu na svém valném shromáždění v Paříži svůj program pro evropské volby, volbu kandidátů odložila na později.

## Předvolební průzkumy
Pro evropské volby neexistujou žádné celoevropské průzkumy. Některé organizace však počítají teoretické rozložení křesel v Evropském parlamentu před volbami do EU na základě vnitrostátních průzkumů ve všech členských státech. Níže uvedená tabulka zobrazuje tyto různé projekce. Projekce před 31. lednem 2020 stále zahrnují Spojené království, které k tomuto datu opustilo EU.

### Křesla
Následující tabulka ukazuje předpokládaný počet křesel pro skupiny v Evropském parlamentu.
| Organizace                          | Datum vydání       | Oblast | GUE/NGL | S&D | Zelení/ESA | RE | EPP | ECR | ID | NI | Další | Vedení | |    |    |   |    |
| ----------------------------------- | ------------------ | --- | --- | --- | --- | --- | --- | --- | --- | --- | --- | --- | --- | -- | -- | - | -- |
| Organizace                          | Datum vydání       | Oblast | Europe Elects | 30. listopadu 2023                                                                                                | EU27 | 38 | 141 | 52 | 89 | 175 | Další | Vedení | 82 | 87 | 52 | 4 | 35 |
| KAS                                 | 29. listopadu 2023 | EU27 | 42 | 143 | 48 | 87 | 171 | 78 | 79 | 47 | 78 | 35 | |    |    |   |    |
| POLITICO Europe                     | 9. listopadu 2023  | EU27 | 38 | 143 | 49 | 91 | 179 | 90 | 85 | 45 | | 36 | |    |    |   |    |
| Der Föderalist                      | 9. listopadu 2023  | EU27 | 43 | 137 | 43 | 90 | 170 | 78 | 76 | 37 | 45 | 33 | |    |    |   |    |
| Der Föderalist                      | 9. listopadu 2023  | EU27 | 46 | 138 | 47 | 96 | 178 | 89 | 92 | 34 | | 40 | |    |    |   |    |
| Europe Elects                       | 31. října 2023     | EU27 | 45 | 139 | 51 | 92 | 173 | 80 | 76 | 53 | 11 | 34 | |    |    |   |    |
|                                     | 12. řjna 2023      | PES (strana S&D) suspendovala slovenské strany SMER-SD a HLAS-SD kvůli jejich koalici s kontroverzní stranou SNS. | PES (strana S&D) suspendovala slovenské strany SMER-SD a HLAS-SD kvůli jejich koalici s kontroverzní stranou SNS. | PES (strana S&D) suspendovala slovenské strany SMER-SD a HLAS-SD kvůli jejich koalici s kontroverzní stranou SNS. | PES (strana S&D) suspendovala slovenské strany SMER-SD a HLAS-SD kvůli jejich koalici s kontroverzní stranou SNS. | PES (strana S&D) suspendovala slovenské strany SMER-SD a HLAS-SD kvůli jejich koalici s kontroverzní stranou SNS. | PES (strana S&D) suspendovala slovenské strany SMER-SD a HLAS-SD kvůli jejich koalici s kontroverzní stranou SNS. | PES (strana S&D) suspendovala slovenské strany SMER-SD a HLAS-SD kvůli jejich koalici s kontroverzní stranou SNS. | PES (strana S&D) suspendovala slovenské strany SMER-SD a HLAS-SD kvůli jejich koalici s kontroverzní stranou SNS. | PES (strana S&D) suspendovala slovenské strany SMER-SD a HLAS-SD kvůli jejich koalici s kontroverzní stranou SNS. | PES (strana S&D) suspendovala slovenské strany SMER-SD a HLAS-SD kvůli jejich koalici s kontroverzní stranou SNS. | PES (strana S&D) suspendovala slovenské strany SMER-SD a HLAS-SD kvůli jejich koalici s kontroverzní stranou SNS. | PES (strana S&D) suspendovala slovenské strany SMER-SD a HLAS-SD kvůli jejich koalici s kontroverzní stranou SNS. |    |    |   |    |
| POLITICO Europe                     | 9. října 2023      | EU27 | 40 | 151 | 49 | 89 | 172 | 93 | 82 | 44 | | 21 | |    |    |   |    |
| Europe Elects                       | 30. září 2023      | EU27 | 43 | 145 | 52 | 90 | 165 | 86 | 74 | 56 | 10 | 21 | |    |    |   |    |
| Der Föderalist                      | 15. září 2023      | EU27 | 43 | 147 | 46 | 91 | 162 | 77 | 74 | 36 | 43 | 15 | |    |    |   |    |
| Der Föderalist                      | 15. září 2023      | EU27 | 45 | 147 | 50 | 96 | 171 | 90 | 89 | 32 | | 24 | |    |    |   |    |
| Der Föderalist                      | 15. září 2023      | EU27 | 42 | 144 | 46 | 90 | 157 | 77 | 72 | 35 | 41 | 13 | |    |    |   |    |
| Der Föderalist                      | 15. září 2023      | EU27 | 44 | 144 | 50 | 95 | 165 | 89 | 87 | 31 | | 21 | |    |    |   |    |
| POLITICO Europe                     | 7. září 2023       | EU27 | 42 | 146 | 46 | 91 | 167 | 93 | 76 | 44 | | 21 | |    |    |   |    |
| Europe Elects                       | 31. srpna 2023     | EU27 | 38 | 146 | 52 | 89 | 160 | 82 | 73 | 56 | 9 | 14 | |    |    |   |    |
| Europe Elects                       | 31. srpna 2023     | EU27 (scénář se 720 křesly)                                                                                       | 38 | 149 | 53 | 90 | 164 | 83 | 75 | 58 | 10 | 15 | |    |    |   |    |
| POLITICO Europe                     | 9. srpna 2023      | EU27 | 45 | 145 | 48 | 89 | 165 | 89 | 77 | 47 | | 20 | |    |    |   |    |
| Europe Elects                       | 31. července 2023  | EU27 | 45 | 143 | 49 | 90 | 157 | 82 | 82 | 55 | 12 | 14 | |    |    |   |    |
| Der Föderalist                      | 17. července 2023  | EU27 | 41 | 136 | 48 | 94 | 160 | 79 | 70 | 36 | 41 | 24 | |    |    |   |    |
| Der Föderalist                      | 17. července 2023  | EU27 | 43 | 137 | 52 | 99 | 167 | 89 | 87 | 31 | | 30 | |    |    |   |    |
| Europe Elects                       | 29. června 2023    | EU27 | 50 | 142 | 48 | 87 | 161 | 83 | 69 | 53 | 12 | 19 | |    |    |   |    |
| Der Föderalist                      | 22. května 2023    | EU27 | 49 | 137 | 50 | 92 | 162 | 79 | 67 | 33 | 36 | 25 | |    |    |   |    |
| Der Föderalist                      | 22. května 2023    | EU27 | 50 | 137 | 54 | 99 | 172 | 82 | 83 | 28 | | 35 | |    |    |   |    |
| Europe Elects                       | 28. dubna 2023     | EU27 | 51 | 141 | 49 | 89 | 163 | 85 | 64 | 51 | 11 | 22 | |    |    |   |    |
| Der Föderalist                      | 30. března 2023    | EU27 | 44 | 137 | 42 | 94 | 162 | 78 | 68 | 38 | 42 | 25 | |    |    |   |    |
| Der Föderalist                      | 30. března 2023    | EU27 | 46 | 141 | 46 | 102 | 170 | 81 | 84 | 35 | | 29 | |    |    |   |    |
| Der Föderalist                      | 1. února 2023      | EU27 | 50 | 135 | 42 | 96 | 168 | 78 | 65 | 37 | 34 | 33 | |    |    |   |    |
| Der Föderalist                      | 1. února 2023      | EU27 | 52 | 138 | 47 | 103 | 172 | 82 | 80 | 31 | | 34 | |    |    |   |    |
| Europe Elects                       | 31. ledna 2023     | EU27 | 49 | 139 | 55 | 98 | 159 | 84 | 65 | 52 | 4 | 20 | |    |    |   |    |
| Europe Elects                       | 31. ledna 2023     | EU27 | 42–51 | 126–141 | 45–57 | 87–99 | 147–161 | 75–86 | 58–67 | 43–53 | 3–5 | — | |    |    |   |    |
| Europe Elects                       | 31. prosince 2022  | EU27 | 48 | 143 | 56 | 99 | 160 | 84 | 63 | 45 | 7 | 17 | |    |    |   |    |
| Europe Elects                       | 31. prosince 2022  | EU27 | 42–51 | 130–147 | 47–60 | 89–102 | 147–163 | 74–87 | 57–66 | 36–48 | 5–9 | — | |    |    |   |    |
| Der Föderalist                      | 6. prosince 2022   | EU27 | 51 | 136 | 44 | 93 | 166 | 79 | 64 | 37 | 35 | 30 | |    |    |   |    |
| Der Föderalist                      | 6. prosince 2022   | EU27 | 53 | 139 | 50 | 100 | 170 | 83 | 80 | 30 | | 31 | |    |    |   |    |
| Europe Elects                       | 1. listopadu 2022  | EU27 | 55 | 135 | 53 | 106 | 162 | 81 | 66 | 41 | 6 | 27 | |    |    |   |    |
| Europe Elects                       | 1. listopadu 2022  | EU27 | 50–58 | 124–139 | 45–57 | 97–110 | 147–166 | 72–85 | 61–69 | 35–45 | 5–8 | — | |    |    |   |    |
| Der Föderalist                      | 12. října 2022     | EU27 | 52 | 127 | 42 | 100 | 169 | 79 | 63 | 35 | 38 | 42 | |    |    |   |    |
| Der Föderalist                      | 12. října 2022     | EU27 | 54 | 130 | 48 | 108 | 174 | 84 | 80 | 27 | | 44 | |    |    |   |    |
| Der Föderalist                      | 20. srpna 2022     | EU27 | 52 | 134 | 47 | 98 | 170 | 75 | 63 | 27 | 39 | 36 | |    |    |   |    |
| Der Föderalist                      | 20. srpna 2022     | EU27 | 54 | 137 | 53 | 107 | 175 | 80 | 76 | 23 | | 38 | |    |    |   |    |
| Der Föderalist                      | 22. června 2022    | EU27 | 54 | 133 | 44 | 101 | 165 | 77 | 64 | 31 | 36 | 32 | |    |    |   |    |
| Der Föderalist                      | 22. června 2022    | EU27 | 56 | 136 | 54 | 106 | 168 | 81 | 79 | 25 | | 32 | |    |    |   |    |
| Der Föderalist                      | 26. dubna 2022     | EU27 | 59 | 139 | 39 | 97 | 157 | 78 | 64 | 37 | 35 | 18 | |    |    |   |    |
| Der Föderalist                      | 26. dubna 2022     | EU27 | 60 | 143 | 49 | 102 | 159 | 84 | 76 | 32 | | 16 | |    |    |   |    |
| Der Föderalist                      | 1. března 2022     | EU27 | 53 | 139 | 36 | 98 | 158 | 78 | 62 | 45 | 36 | 19 | |    |    |   |    |
| Der Föderalist                      | 1. března 2022     | EU27 | 55 | 142 | 44 | 105 | 160 | 109 | 62 | 28 | | 18 | |    |    |   |    |
| Europe Elects                       | 8. ledna 2022      | EU27 | 49 | 152 | 55 | 99 | 158 | 78 | 62 | 35 | 17 | 6 | |    |    |   |    |
| Der Föderalist                      | 4. ledna 2022      | EU27 | 51 | 142 | 39 | 99 | 165 | 73 | 62 | 34 | 40 | 23 | |    |    |   |    |
| Der Föderalist                      | 4. ledna 2022      | EU27 | 53 | 146 | 43 | 105 | 166 | 102 | 62 | 28 | | 20 | |    |    |   |    |
| Europe Elects                       | 7. prosince 2021   | EU27 | 50 | 155 | 55 | 103 | 146 | 81 | 75 | 36 | 4 | 9 | |    |    |   |    |
| Der Föderalist                      | 8. listopadu 2021  | EU27 | 50 | 144 | 42 | 96 | 155 | 75 | 72 | 36 | 35 | 11 | |    |    |   |    |
| Der Föderalist                      | 8. listopadu 2021  | EU27 | 52 | 148 | 48 | 107 | 156 | 23 | 120 | 51 | | 8 | |    |    |   |    |
| Europe Elects                       | 4. listopadu 2021  | EU27 | 50 | 155 | 51 | 102 | 151 | 81 | 75 | 35 | 5 | 4 | |    |    |   |    |
| Europe Elects                       | 8. října 2021      | EU27 | 50 | 154 | 47 | 94 | 156 | 78 | 75 | 36 | 15 | 2 | |    |    |   |    |
| Der Föderalist                      | 13. září 2021      | EU27 | 54 | 141 | 42 | 98 | 160 | 70 | 75 | 33 | 32 | 19 | |    |    |   |    |
| Der Föderalist                      | 21. července 2021  | EU27 | 52 | 133 | 45 | 97 | 167 | 71 | 74 | 31 | 35 | 34 | |    |    |   |    |
| Europe Elects                       | 9. července 2021   | EU27 | 52 | 144 | 55 | 94 | 156 | 75 | 77 | 34 | 18 | 12 | |    |    |   |    |
| Europe Elects                       | 5. června 2021     | EU27 | 51 | 146 | 58 | 92 | 155 | 76 | 74 | 35 | 18 | 9 | |    |    |   |    |
| Der Föderalist                      | 24. května 2021    | EU27 | 50 | 125 | 50 | 95 | 167 | 74 | 73 | 33 | 38 | 42 | |    |    |   |    |
| Europe Elects                       | 2. května 2021     | EU27 | 52 | 144 | 56 | 93 | 158 | 75 | 74 | 34 | 19 | 14 | |    |    |   |    |
| Europe Elects                       | 2. dubna 2021      | EU27 | 51 | 151 | 52 | 93 | 159 | 74 | 74 | 32 | 19 | 8 | |    |    |   |    |
| Der Föderalist                      | 29. března 2021    | EU27 | 52 | 136 | 46 | 96 | 164 | 71 | 73 | 34 | 33 | 28 | |    |    |   |    |
|                                     | 3. března 2021     | Maďarská strana Fidesz opouští skupinu EPP.                                                                       | Maďarská strana Fidesz opouští skupinu EPP.                                                                       | Maďarská strana Fidesz opouští skupinu EPP.                                                                       | Maďarská strana Fidesz opouští skupinu EPP.                                                                       | Maďarská strana Fidesz opouští skupinu EPP.                                                                       | Maďarská strana Fidesz opouští skupinu EPP.                                                                       | Maďarská strana Fidesz opouští skupinu EPP.                                                                       | Maďarská strana Fidesz opouští skupinu EPP.                                                                       | Maďarská strana Fidesz opouští skupinu EPP.                                                                       | Maďarská strana Fidesz opouští skupinu EPP.                                                                       | Maďarská strana Fidesz opouští skupinu EPP.                                                                       | |    |    |   |    |
| Der Föderalist                      | 2. února 2021      | EU27 | 52 | 135 | 45 | 94 | 184 | 70 | 71 | 21 | 33 | 49 | |    |    |   |    |
| Europe Elects                       | 6. ledna 2021      | EU27 | 55 | 138 | 47 | 97 | 190 | 73 | 72 | 22 | 11 | 52 | |    |    |   |    |
| Europe Elects                       | 2. prosince 2020   | EU27 | 55 | 136 | 48 | 95 | 195 | 68 | 73 | 23 | 12 | 59 | |    |    |   |    |
| Europe Elects                       | 31. října 2020     | EU27 | 54 | 136 | 48 | 93 | 197 | 70 | 74 | 24 | 9 | 61 | |    |    |   |    |
| Der Föderalist                      | 4. října 2020      | EU27 | 52 | 136 | 52 | 102 | 193 | 71 | 71 | 28 | – | 57 | |    |    |   |    |
| Europe Elects                       | 4. října 2020      | EU27 | 55 | 136 | 49 | 95 | 195 | 71 | 77 | 23 | 4 | 59 | |    |    |   |    |
| Europe Elects                       | 31. srpna 2020     | EU27 | 55 | 134 | 49 | 96 | 196 | 71 | 75 | 24 | 5 | 62 | |    |    |   |    |
| Europe Elects                       | 14. srpna 2020     | EU27 | 54 | 134 | 49 | 97 | 198 | 70 | 75 | 23 | 5 | 64 | |    |    |   |    |
| Europe Elects                       | 24. července 2020  | EU27 | 54 | 133 | 48 | 97 | 198 | 71 | 77 | 24 | 3 | 65 | |    |    |   |    |
| Europe Elects                       | 28. května 2020    | EU27 | 55 | 135 | 47 | 98 | 197 | 70 | 77 | 23 | 3 | 62 | |    |    |   |    |
| Europe Elects                       | 30. dubna 2020     | EU27 | 55 | 140 | 46 | 94 | 193 | 72 | 78 | 23 | 4 | 53 | |    |    |   |    |
| Europe Elects                       | 31. března 2020    | EU27 | 57 | 135 | 51 | 92 | 188 | 72 | 83 | 21 | 6 | 53 | |    |    |   |    |
| Europe Elects                       | 29. února 2020     | EU27 | 56 | 133 | 55 | 99 | 184 | 68 | 85 | 21 | 6 | 51 | |    |    |   |    |
| Europe Elects                       | 31. ledna 2020     | EU27 | 55 | 130 | 53 | 101 | 182 | 70 | 85 | 23 | 6 | 52 | |    |    |   |    |
|                                     | 31. ledna 2020     | Spojené království opouští Evropskou unii.                                                                        | Spojené království opouští Evropskou unii.                                                                        | Spojené království opouští Evropskou unii.                                                                        | Spojené království opouští Evropskou unii.                                                                        | Spojené království opouští Evropskou unii.                                                                        | Spojené království opouští Evropskou unii.                                                                        | Spojené království opouští Evropskou unii.                                                                        | Spojené království opouští Evropskou unii.                                                                        | Spojené království opouští Evropskou unii.                                                                        | Spojené království opouští Evropskou unii.                                                                        | Spojené království opouští Evropskou unii.                                                                        | |    |    |   |    |
| Europe Elects                       | 31. prosince 2019  | EU27 | 54 | 131 | 52 | 102 | 182 | 70 | 86 | 25 | 3 | 51 | |    |    |   |    |
| Europe Elects                       | 31. prosince 2019  | EU28 | 53 | 153 | 52 | 103 | 177 | 103 | 82 | 25 | 3 | 24 | |    |    |   |    |
| Europe Elects                       | 30. listopadu 2019 | EU28 | 49 | 157 | 61 | 107 | 176 | 95 | 80 | 25 | 1 | 19 | |    |    |   |    |
| Europe Elects                       | 31. srpna 2019     | EU28 | 46 | 151 | 62 | 115 | 175 | 92 | 78 | 30 | 2 | 24 | |    |    |   |    |
| Europe Elects                       | 30. září 2019      | EU28 | 48 | 151 | 63 | 118 | 170 | 87 | 79 | 32 | 3 | 19 | |    |    |   |    |
| Europe Elects                       | 31. srpna 2019     | EU28 | 47 | 154 | 64 | 116 | 166 | 89 | 80 | 32 | 3 | 12 | |    |    |   |    |
| Europe Elects                       | 31. července 2019  | EU28 | 48 | 153 | 65 | 117 | 168 | 85 | 79 | 33 | 3 | 15 | |    |    |   |    |
| Europe Elects                       | 30. června 2019    | EU28 | 46 | 145 | 74 | 119 | 167 | 64 | 80 | 54 | 2 | 22 | |    |    |   |    |
| Přerozdělení mandátů po Brexitu     | 1. února 2020      | EU27 | 40 | 148 | 68 | 97 | 187 | 62 | 76 | 27 | – | 39 | |    |    |   |    |
| Volby do Evropského parlamentu 2019 | 26. května 2019    | EU28 | 41 | 154 | 74 | 108 | 182 | 62 | 73 | 57 | – | 28 | |    |    |   |    |

### Podíly hlasů
Níže uvedený graf znázorňuje průzkumy veřejného mínění provedené pro volby do Evropského parlamentu v roce 2024 pomocí klouzavého průměru 6 průzkumů. Od 31. ledna 2020 není zahrnuto Spojené království.
Následující tabulka ukazuje předpokládaný podíl hlasů pro skupiny v Evropském parlamentu agregovaný na evropské úrovni. EU28 zahrnuje Spojené království, EU27 nikoliv.
| Organizace                          | Datum vydání       | Oblast                                      | GUE/NGL                                     | S&D                                         | Zelení/ESA                                  | RE                                          | EPP                                         | ECR                                         | ID                                          | NI                                          | Další                                       | Vedení                                      |        |       |       |       |       |
| ----------------------------------- | ------------------ | ------------------------------------------- | ------------------------------------------- | ------------------------------------------- | ------------------------------------------- | ------------------------------------------- | ------------------------------------------- | ------------------------------------------- | ------------------------------------------- | ------------------------------------------- | ------------------------------------------- | ------------------------------------------- | ------ | ----- | ----- | ----- | ----- |
| Organizace                          | Datum vydání       | Oblast                                      | Europe Elects                               | 7. prosince 2022                            | EU27                                        | 7,2 %                                       | 18,8 %                                      | 8,1 %                                       | 11,7 %                                      | 21,2 %                                      | Další                                       | Vedení                                      | 11,2 % | 8,9 % | 5,5 % | 7,2 % | 2,4 % |
| Europe Elects                       | 1. listopadu 2022  | EU27                                        | 8,0 %                                       | 18,3 %                                      | 8,1 %                                       | 12,0 %                                      | 21,6 %                                      | 11,3 %                                      | 8,7 %                                       | 5,7 %                                       | 6,1 %                                       | 3,3 %                                       |        |       |       |       |       |
| Europe Elects                       | 8. ledna 2022      | EU27                                        | 6,7 %                                       | 20,6 %                                      | 7,2 %                                       | 11,9 %                                      | 20,7 %                                      | 10,3 %                                      | 8,8 %                                       | 5,0 %                                       | 8,8 %                                       | 0,1 %                                       |        |       |       |       |       |
| Europe Elects                       | 7. prosince 2021   | EU27                                        | 7,0 %                                       | 20,4 %                                      | 7,4 %                                       | 13,6 %                                      | 19,2 %                                      | 10,3 %                                      | 10,4 %                                      | 4,8 %                                       | 6,9 %                                       | 1,2 %                                       |        |       |       |       |       |
| Europe Elects                       | 4. listopadu 2021  | EU27                                        | 6,9 %                                       | 20,7 %                                      | 7,2 %                                       | 13,0 %                                      | 19,5 %                                      | 10,7 %                                      | 10,2 %                                      | 5,3 %                                       | 6,5 %                                       | 1,2 %                                       |        |       |       |       |       |
| Europe Elects                       | 8. října 2021      | EU27                                        | 7,3 %                                       | 20,3 %                                      | 7,2 %                                       | 12,0 %                                      | 20,3 %                                      | 10,5 %                                      | 10,3 %                                      | 5,3 %                                       | 6,8 %                                       | Remíza                                      |        |       |       |       |       |
| Europe Elects                       | 9. července 2021   | EU27                                        | 7,2 %                                       | 17,9 %                                      | 8,0 %                                       | 11,8 %                                      | 21,2 %                                      | 10,3 %                                      | 10,6 %                                      | 5,0 %                                       | 8,0 %                                       | 3,3 %                                       |        |       |       |       |       |
| Europe Elects                       | 5. června 2021     | EU27                                        | 7,8 %                                       | 18,0 %                                      | 9,1 %                                       | 11,4 %                                      | 20,6 %                                      | 10,5 %                                      | 10,4 %                                      | 5,0 %                                       | 7,1 %                                       | 2,6 %                                       |        |       |       |       |       |
| Europe Elects                       | 2. května 2021     | EU27                                        | 7,9 %                                       | 18,3 %                                      | 8,5 %                                       | 11,3 %                                      | 20,3 %                                      | 10,5 %                                      | 10,6 %                                      | 5,1 %                                       | 7,4 %                                       | 2,0 %                                       |        |       |       |       |       |
| Europe Elects                       | 2. dubna 2021      | EU27                                        | 8,0 %                                       | 18,7 %                                      | 8,2 %                                       | 11,2 %                                      | 21,6 %                                      | 10,2 %                                      | 10,8 %                                      | 4,9 %                                       | 6,3 %                                       | 2,9 %                                       |        |       |       |       |       |
| Europe Elects                       | 2. března 2021     | EU27                                        | 7,9%                                        | 18,9 %                                      | 7,5 %                                       | 11,1 %                                      | 23,1 %                                      | 10,3 %                                      | 10,8 %                                      | 3,8 %                                       | 6,6 %                                       | 4,2 %                                       |        |       |       |       |       |
| Europe Elects                       | 2. února 2021      | EU27                                        | 8,2 %                                       | 18,6 %                                      | 7,5 %                                       | 10,9 %                                      | 24,4 %                                      | 10,1 %                                      | 10,5 %                                      | 3,8 %                                       | 6,0 %                                       | 5,8 %                                       |        |       |       |       |       |
|                                     | 3. března 2021     | Maďarská strana Fidesz opouští skupinu EPP. | Maďarská strana Fidesz opouští skupinu EPP. | Maďarská strana Fidesz opouští skupinu EPP. | Maďarská strana Fidesz opouští skupinu EPP. | Maďarská strana Fidesz opouští skupinu EPP. | Maďarská strana Fidesz opouští skupinu EPP. | Maďarská strana Fidesz opouští skupinu EPP. | Maďarská strana Fidesz opouští skupinu EPP. | Maďarská strana Fidesz opouští skupinu EPP. | Maďarská strana Fidesz opouští skupinu EPP. | Maďarská strana Fidesz opouští skupinu EPP. |        |       |       |       |       |
| Europe Elects                       | 31. prosince 2020  | EU27                                        | 8,4 %                                       | 18,9 %                                      | 7,5 %                                       | 10,9 %                                      | 24,1 %                                      | 10,2 %                                      | 10,5 %                                      | 3,6 %                                       | 5,9 %                                       | 5,2 %                                       |        |       |       |       |       |
| Europe Elects                       | 2. prosince 2020   | EU27                                        | 8,2 %                                       | 18,5 %                                      | 7,7 %                                       | 10,9 %                                      | 24,8 %                                      | 9,5 %                                       | 10,5 %                                      | 3,8 %                                       | 6,0 %                                       | 6,3 %                                       |        |       |       |       |       |
| Europe Elects                       | 31. října 2020     | EU27                                        | 7,6 %                                       | 18,4 %                                      | 7,7 %                                       | 10,8 %                                      | 25,0 %                                      | 9,9 %                                       | 10,6 %                                      | 4,0 %                                       | 6,1 %                                       | 6,6 %                                       |        |       |       |       |       |
| Europe Elects                       | 4. října 2020      | EU27                                        | 7,9 %                                       | 17,9 %                                      | 7,8 %                                       | 11,4 %                                      | 24,4 %                                      | 9,7%                                        | 11,0%                                       | 4,1 %                                       | 5,7 %                                       | 6,5 %                                       |        |       |       |       |       |
| Europe Elects                       | 31. srpna 2020     | EU27                                        | 8,1 %                                       | 18,3 %                                      | 7,4 %                                       | 11,5 %                                      | 25,0 %                                      | 9,6 %                                       | 10,9 %                                      | 4,1 %                                       | 5,2 %                                       | 6,7 %                                       |        |       |       |       |       |
| Europe Elects                       | 14. srpna 2020     | EU27                                        | 8,0 %                                       | 18,0 %                                      | 7,2 %                                       | 11,5 %                                      | 25,3 %                                      | 9,4 %                                       | 10,8 %                                      | 3,8 %                                       | 6,0 %                                       | 7,3 %                                       |        |       |       |       |       |
| Europe Elects                       | 24. července 2020  | EU27                                        | 8,3 %                                       | 17,9 %                                      | 7,4 %                                       | 11,6 %                                      | 25,7 %                                      | 9,5 %                                       | 10,9 %                                      | 4,1 %                                       | 4,6 %                                       | 7,8 %                                       |        |       |       |       |       |
| Europe Elects                       | 28. května 2020    | EU27                                        | 8,2 %                                       | 18,0 %                                      | 7,2 %                                       | 11,3 %                                      | 25,2 %                                      | 9,6 %                                       | 11,1 %                                      | 4,0 %                                       | 5,4 %                                       | 7,2 %                                       |        |       |       |       |       |
| Europe Elects                       | 30. dubna 2020     | EU27                                        | 8,2 %                                       | 18,5 %                                      | 7,2 %                                       | 10,9 %                                      | 25,3 %                                      | 9,8 %                                       | 11,4 %                                      | 3,9 %                                       | 4,7 %                                       | 6,8 %                                       |        |       |       |       |       |
| Europe Elects                       | 31. března 2020    | EU27                                        | 8,5 %                                       | 18,2 %                                      | 8,0 %                                       | 10,7 %                                      | 24,1 %                                      | 10,0 %                                      | 11,8 %                                      | 3,8 %                                       | 4,9 %                                       | 5,9 %                                       |        |       |       |       |       |
| Europe Elects                       | 29. února 2020     | EU27                                        | 9,1 %                                       | 18,0 %                                      | 8,4 %                                       | 10,9 %                                      | 22,7 %                                      | 9,7 %                                       | 12,5 %                                      | 3,8 %                                       | 4,9 %                                       | 4,7 %                                       |        |       |       |       |       |
| Europe Elects                       | 31. ledna 2020     | EU27                                        | 8,0 %                                       | 18,6 %                                      | 8,4 %                                       | 12,4%                                       | 20,5 %                                      | 12,1 %                                      | 12,1 %                                      | 4,0 %                                       | 3,9 %                                       | 1,9 %                                       |        |       |       |       |       |
|                                     | 31. ledna 2020     | Spojené království opouští Evropskou unii.  | Spojené království opouští Evropskou unii.  | Spojené království opouští Evropskou unii.  | Spojené království opouští Evropskou unii.  | Spojené království opouští Evropskou unii.  | Spojené království opouští Evropskou unii.  | Spojené království opouští Evropskou unii.  | Spojené království opouští Evropskou unii.  | Spojené království opouští Evropskou unii.  | Spojené království opouští Evropskou unii.  | Spojené království opouští Evropskou unii.  |        |       |       |       |       |
| Europe Elects                       | 31. prosince 2019  | EU28                                        | 8,1 %                                       | 18,8 %                                      | 8,2 %                                       | 11,8 %                                      | 20,9 %                                      | 12,4 %                                      | 11,9 %                                      | 4,2 %                                       | 3,7 %                                       | 2,1 %                                       |        |       |       |       |       |
| Europe Elects                       | 30. listopadu 2019 | EU28                                        | 8,0 %                                       | 18,4 %                                      | 8,4 %                                       | 12,3 %                                      | 20,3 %                                      | 12,0 %                                      | 12,0 %                                      | 4,0 %                                       | 3,8 %                                       | 1,9 %                                       |        |       |       |       |       |
| Europe Elects                       | 31. října 2019     | EU28                                        | 6,5 %                                       | 17,8 %                                      | 8,3 %                                       | 13,1 %                                      | 20,3 %                                      | 10,0 %                                      | 11,3 %                                      | 4,8 %                                       | 7,9 %                                       | 2,5 %                                       |        |       |       |       |       |
| Europe Elects                       | 30. září 2019      | EU28                                        | 6,6 %                                       | 19,5 %                                      | 8,3 %                                       | 12,3 %                                      | 19,6 %                                      | 9,7 %                                       | 11,3 %                                      | 4,8 %                                       | 7,9 %                                       | 0,1 %                                       |        |       |       |       |       |
| Europe Elects                       | 31. srpna 2019     | EU28                                        | 6,9 %                                       | 19,0 %                                      | 8,7 %                                       | 12,9 %                                      | 20,0 %                                      | 9,6 %                                       | 11,4 %                                      | 5,6 %                                       | 5,9 %                                       | 1,0 %                                       |        |       |       |       |       |
| Europe Elects                       | 31. července 2019  | EU28                                        | 6,6 %                                       | 19,0 %                                      | 9,4 %                                       | 12,8 %                                      | 19,3 %                                      | 9,3 %                                       | 11,5 %                                      | 5,3 %                                       | 6,7 %                                       | 0,3 %                                       |        |       |       |       |       |
| Europe Elects                       | 30. června 2019    | EU28                                        | 6,9 %                                       | 18,9 %                                      | 10,3 %                                      | 13,3 %                                      | 19,1 %                                      | 9,8 %                                       | 11,4 %                                      | 5,1 %                                       | 5,2 %                                       | 0,2 %                                       |        |       |       |       |       |
| Volby do Evropského parlamentu 2019 | 26. května 2019    | EU27                                        | 7,0 %                                       | 18,9 %                                      | 11,2 %                                      | 12,3 %                                      | 22,6 %                                      | 8,1 %                                       | 11,5 %                                      | 4,3 %                                       | 4,1 %                                       | 3,7 %                                       |        |       |       |       |       |
| Volby do Evropského parlamentu 2019 | 26. května 2019    | EU28                                        | 6,5 %                                       | 18,5 %                                      | 11,7 %                                      | 13,0 %                                      | 21,0 %                                      | 8,2 %                                       | 10,8 %                                      | 4,8 %                                       | 5,5 %                                       | 2,5 %                                       |        |       |       |       |       |

### Komentáře k průzkumům
Před konáním voleb se očekávalo[kdo?] posílení krajní pravice a euroskeptických stran obecně. Očekává se[kdo?], že volby v tomto volebním období budou jedněmi z nejspornějších voleb v historii Evropského parlamentu vzhledem k nárůstu krajně pravicových stran v průzkumech. Zejména EPP překvapuje svou snahou přesvědčit strany v ECR, aby vytvořily široký konzervativní blok, který by mohl narušit dlouhodobou rovnováhu, díky níž se EPP dělí o moc se středolevou S&D a centristickou Obnovou Evropy.

## Kampaň

### Budoucnost Ursuly von der Leyenové
Pokud by se systém spitzenkandidatů použil i v roce 2024, Ursula von der Leyenová, současná předsedkyně Evropské komise, může při snaze dostat se do druhého funkčního období čelit těžké bitvě. Ačkoli německý kancléř Olaf Scholz naznačil, že by von der Leyenovou podpořil, pokud by se rozhodla znovu na tuto pozici kandidovat, koalice taky souhlasila s podporou systému spitzenkandidatů.
To představuje výzvu pro její kandidaturu, protože to dává prostor Manfredu Weberovi, vůdci EPP v Evropském parlamentu, a jejímu německému kolegovi z CDU/CSU, aby navrhl alternativní kandidáty, jako je Roberta Metsolaová, nebo aby po von der Leyenové vyžadoval kandidaturu do parlamentu.

## Kontroverze

### Překrývání s portugalským státním svátkem
Datum voleb se překrývá s prodlouženým víkendem v Portugalsku. Na 10. června totiž připadá portugalský státní svátek Dia de Camões, což pravděpodobně sníží volební účast. Navzdory pokusu portugalských politiků o změnu se datum 6.–9. června nezměnilo.

### Katargate
Korupční skandál Katargate, vypukl v prosinci 2022 poté, co bylo zatčeno několik europoslanců včetně Marca Tarabelly, Andrea Cozzolino a Evy Kailiové, která byla zbavena funkce místopředsedkyně.
Mezi další podezřelé v případu patří Francesco Giorgi, asistent poslance Evropského parlamentu Andrea Cozzolino; Pier Antonio Panzeri, zakladatel nevládní organizace Fight Impunity; Niccolo Figa-Talamanca, vedoucí nevládní organizace No Peace Without Justice a Luca Visentini, šéf Mezinárodní odborové konfederace.

### Maďarsko
Většina poslanců Evropského parlamentu hlasovala pro nezávaznou rezoluci, která požaduje, aby Evropská komise zvážila zbavení Maďarska jeho hlasovacích práv v EU. Evropský parlament od roku 2022 vnímá Maďarsko jako „volební autokracii“ a podle článku 7.1 Smlouvy o Evropské unii ho považuje za jasné riziko vážného porušení Smlouvy o Evropské unii.

## Výsledky
Následující výsledky zahrnují také přesuny mezi frakcemi po volbách.
| Politická skupina (frakce)                          | Zkratka    | Počet poslanců | Rozdíl |
| --------------------------------------------------- | ---------- | -------------- | ------ |
| Evropská lidová strana                              | EPP        | 188            | +9     |
| Pokrokové spojenectví socialistů a demokratů        | S&D        | 136            | -2     |
| Patrioti pro Evropu                                 |            | 84             | +35    |
| Evropští konzervativci a reformisté                 | ECR        | 78             | +9     |
| Obnovme Evropu                                      | Renew      | 77             | -21    |
| Zelení / Evropská svobodná aliance                  | Greens–EFA | 53             | -17    |
| Evropská sjednocená levice a Severská zelená levice | GUE–NGL    | 46             | +9     |
| Evropa svrchovaných národů                          |            | 25             | Nová   |
| Nezařazení                                          | NI         | 33             | -30    |
| Celkem                                              | Celkem     | 720            | +15    |

Poznámky k tabulce:
1. ↑  Rozdíl mezi ustavující schůzí po volbách a poslední schůzí před volbami
2. ↑  Oproti ID, se kterou se nová frakce sloučila